# All then ganska Christenhet
All then ganska Christenhet (tyska: Rühm dich du werthe Christenheit, latin: Resones in laudibus) är en gammal julpsalm i tio verser med latinskt ursprung, Resones in laudibus från 1300-talet som översattes till svenska från tyska Rühm dich du werthe Christenhet. Melodin i psalmen är samma som i psalm 128 i 1695 års psalmbok, Var kristtrogen fröjde sig, men är förenklad och innehåller 8 verser mer än 128-versionen Den saknar slutkadensering. Troligen kom den till som ett komplement till 128, då texten i 129:s version är mera sångbar och därmed mer lämpad för församlingsång.

## Publicerad i
- Göteborgspsalmboken under rubriken "Om Christi Födelse".[1]
- 1695 års psalmbok som nummer 129 under rubriken "Jule-högtids Psalmer - Om Christi Födelse".